# حزمة قذالية جبهية
الحزمة القَذاليَّة الجبْهيَّة (باللاتينية: fasciculus occipitofrontalis) وتسمى أيضًا الحزمة الجبهية القذالية، تمر إلى الخلف من الفص الجبهي، على طول الحدود الوحشيَّة للنواة الذنبيَّة، وعلى الجانب الإنْسي للإكْليل المُتشعِّع [الإنجليزية]؛ والتي تشع أليافها بشكلٍ يُشبه المروحة، وتنتقل إلى الفص القذالي والصدغي وحشيًا بالنسبة للقرون الخلفيَّة والسفليَّة.
تُميز بعض المصادر بين الحزمة القَذاليَّة الجبْهيَّة السفليَّة (IFOF) والحزمة القَذاليَّة الجبْهيَّة العلويَّة (SFOF)؛ ولكن لم يَعد يُعتقد أنَّ الأخيرة موجودةٌ في الدماغ البشري.